# Xa lộ Liên tiểu bang 84 (Oregon-Utah)
Xa lộ Liên tiểu bang 84 (tiếng Anh: Interstate 84 hay viết tắt là I-84) là một xa lộ liên tiểu bang trong Tây Hoa Kỳ, chạy từ Portland, Oregon đến một điểm giao cắt với Xa lộ Liên tiểu bang 80 (viết tắt là I-80) gần Echo, Utah. Ban đầu xa lộ này phục vụ như một phân nhánh của I-80 để phục vụ vùng Tây Bắc Thái Bình Dương và được đặt số là Xa lộ Liên tiểu bang 80N (có nghĩa là Xa lộ Liên tiểu bang 80, nhánh đi hướng bắc).
Xa lộ này nối liền các thành phố Portland của Oregon, Boise của Idaho và Ogden của Utah. Thành phố Seattle của tiểu bang Washington được I-84 phục vụ gián tiếp qua ngã Xa lộ Liên tiểu bang 82. Xa lộ này nối liền những thành phố vừa kể với các điểm phía Đông Hoa Kỳ qua Xa lộ Liên tiểu bang 80.
I-80N (tên củ) phần lớn được xây dựng dọc theo Quốc lộ Hoa Kỳ 30 và Quốc lộ Hoa Kỳ 30S; tên Quốc lộ Hoa Kỳ 30S không còn được sử dụng trong thập niên 1970 sau khi xa lộ liên tiểu bang này gần như được xây dựng xong. Xa lộ liên tiểu bang này được gắn biển I-84 vào năm 1980 khi có sự thay đổi trong sách hướng dẫn về xa lộ năm 1977, khuyến khích loại bỏ tên xa lộ có mẫu tự đi sau con số. Kết quả của sự thay đổi này là có đến hai xa lộ liên tiểu bang cùng mang số I-84. Một xa lộ I-84 khác đã có mặt trước đó bên vùng Đông Bắc Hoa Kỳ.

## Mô tả xa lộ
|           | dặm    | km      |
| --------- | ------ | ------- |
| OR        | 375,17 | 603,78  |
| ID        | 275,74 | 443,76  |
| UT        | 118,71 | 191,05  |
| Tổng cộng | 769,62 | 1238,58 |

### Oregon
Trong Vùng đô thị Portland, I-84 đôi khi được gọi là "Xa lộ cao tốc Banfield". Xa lộ cao tốc này được đặt tên của Thomas H. Banfield, chủ tịch Ủy ban Giao thông Oregon từ năm 1943 đến năm 1950.
Ở phía đông thành phố Pendleton, I-84 vượt lên đồi Emigrant (có độ dốc 6%) vào dãy núi Blue. Ở điểm cao này các làn xe đi về hướng tây phải uốn ngược hai vòng khi xuống dốc vào thành phố Pendleton. Các làn xe đi hướng đông có các khúc quanh gắt nhất mà một xa lộ liên tiểu bang được phép mặc dù các khúc quanh này nằm trong chiều đi lên đồi. Tại khu vực này, có những điểm hai chiều xe cộ của xa lộ nằm cách xa nhau khoảng gần 2 dặm (3,2 km). Đỉnh cao của xa lộ này ở khoảng 4193 feet (1278 mét) trên mặt biển trung bình trước khi hạ thấp xuống vào Sông Grand Ronde và La Grande. Nó đi ngang North Powder và Baker City và qua thung lũng sông Burnt. Gần Huntington, nó đi vào khu vực giờ miền Núi rồi men theo Sông Snake (hồ Brownlee), rồi tiếp tục đi đến Ontario băng ngang Sông Snake vào tiểu bang Idaho.

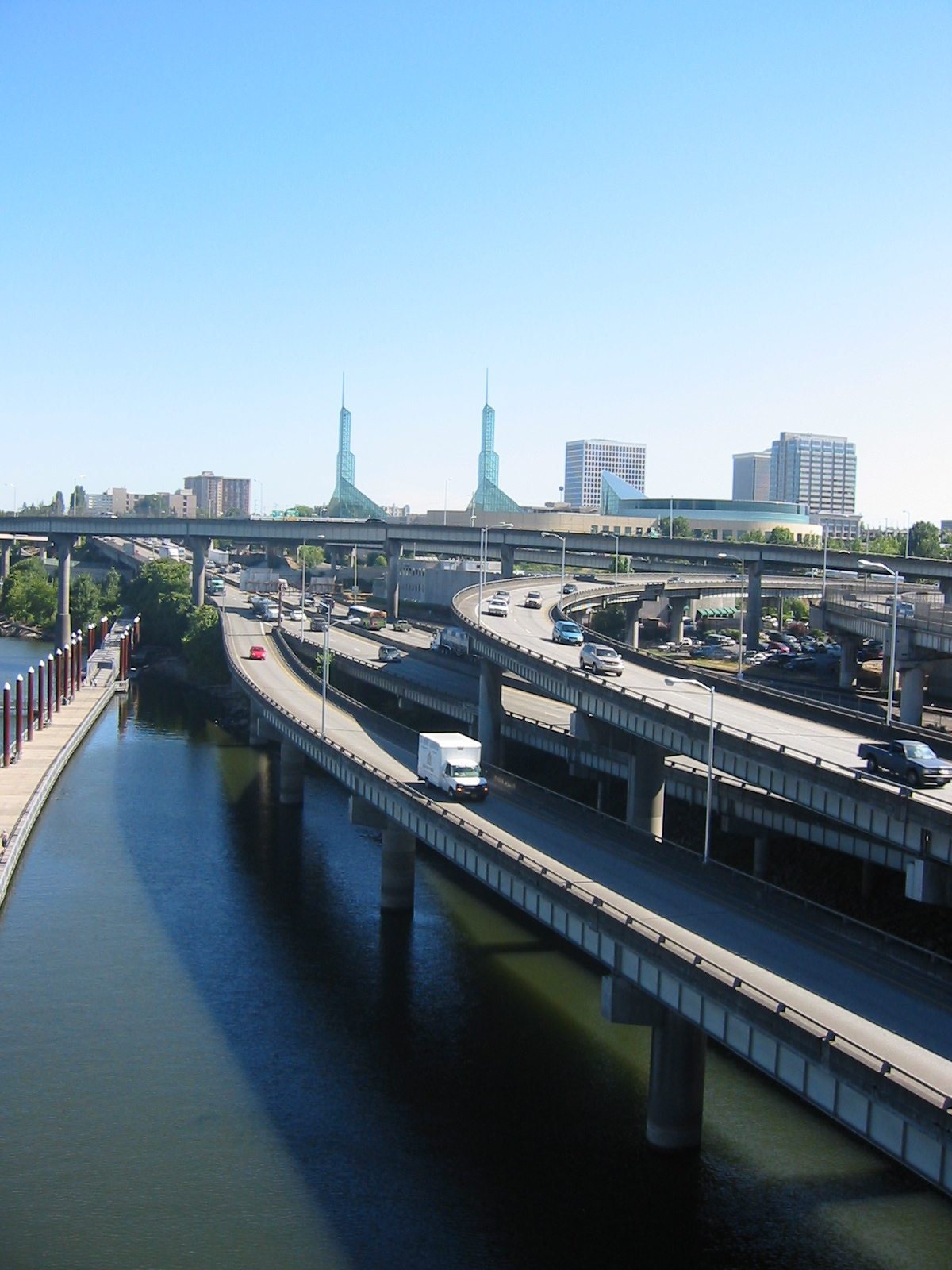
Đầu phía tây của I-84 tại Portland
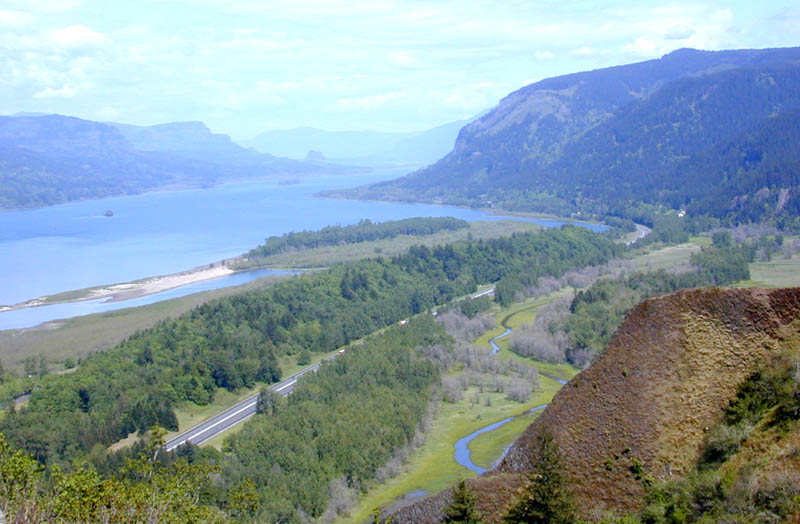
Hẻm núi sông Columbia và I-84 nhìn từ Crown Point (Oregon)

### Idaho
I-84 vượt qua sông Snake tại Ontario, Oregon để vào Idaho. Từ đây, nó tiếp tục đi đến các thành phố lớn trong thung lũng Treasure hay Vùng đô thị Boise trong đó có Caldwell, Nampa, Meridian, và Boise (tại Boise, Xa lộ Liên tiểu bang 184 đưa người lái xe đến trung tâm thành phố). Từ Boise, I-84 tiếp tục đi theo hướng đông nam đến Twin Falls sau khi đi qua các thành phố nhỏ gần đó như Mountain Home, Glenns Ferry, và Jerome.
Ngay phía đông Jerome, I-84 đi qua cách thành phố Twin Falls khoảng 5 dặm (8 km) nhưng không băng ngang thung lũng sông Snake hay vào Quận Twin Falls. Đường vào Twin Falls được thực hiện tại một điển giao cắt với Quốc lộ Hoa Kỳ 93 tại Lối ra 173.
Sau Twin Falls, I-84 tiếp tục đi qua Burley và Heyburn. Khoảng 7 dặm (11 km) về phía đông Declo trong Quận Cassia, I-84 gặp I-86. I-84 đi về hướng đông nam đến Utah và I-86 đi về phía đông, rồi đông bắc đến American Falls và Pocatello men theo Đường mòn Oregon.

### Utah

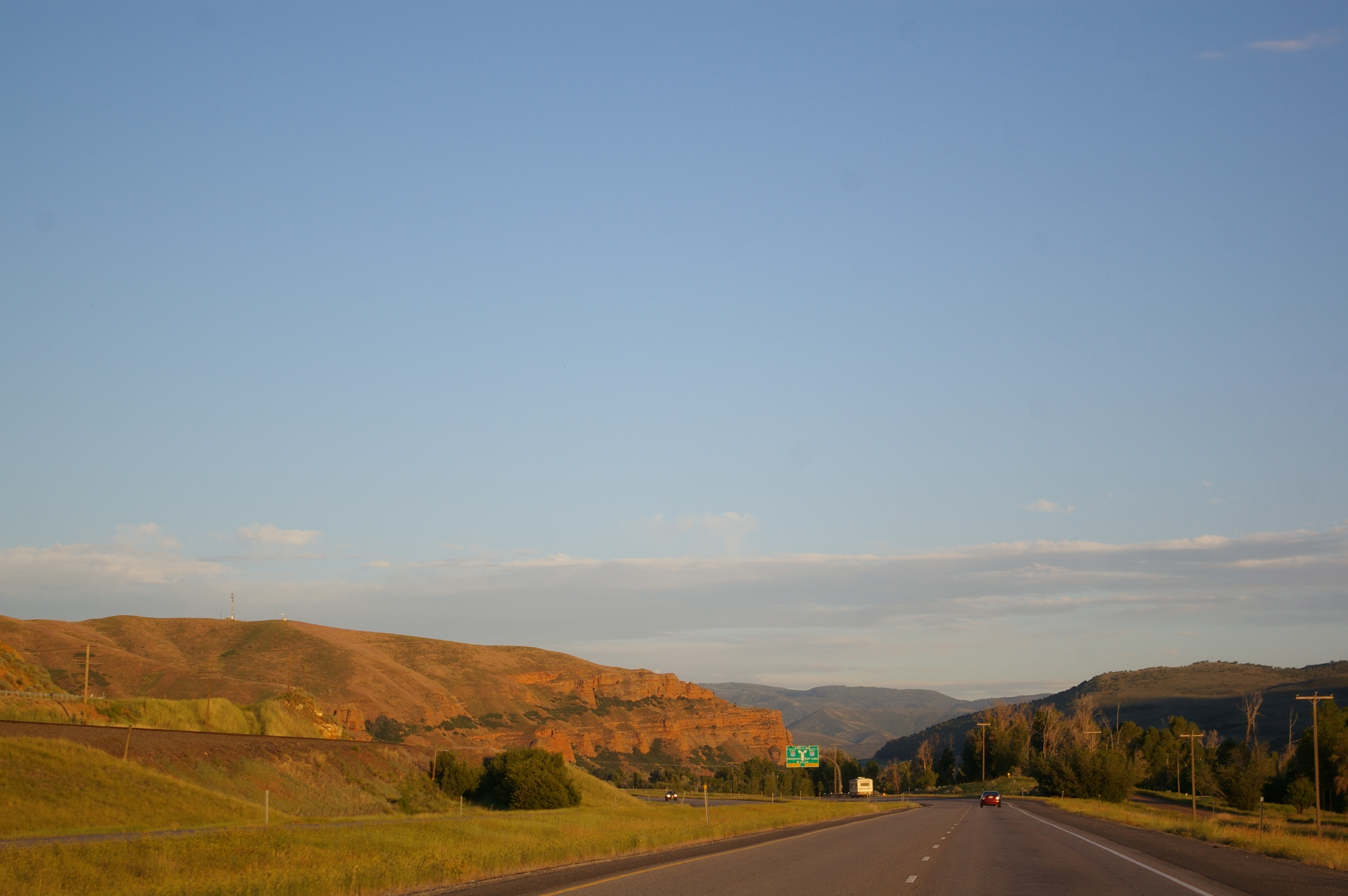
Đầu phía đông của I-84 tại Echo, Utah

Từ Idaho, I-84 vào Utah tại một điểm cách Snowville trong Quận Box Elder khoảng 7 dặm (11.3 km). Nó tiếp tục đi về hướng đông nam đến Tremonton là nơi I-84 nhập vào I-15.
Tại phía nam Corinne, Utah, I-84 nhập với đường sắt thuộc First Transcontinental Railroad và men theo đường sắt này cho đến điểm cuối của nó. Hai xa lộ I-15/I-84 đi đến phía tây thành phố Ogden là nơi I-84 tách khỏi I-15 và đi dọc theo Sông Weber. Khi xa lộ băng qua Thung lũng Weber, nó cũng băng qua một số cộng đồng nông nghiệp nhỏ trong đó có Morgan là nơi có tổng hành dinh của Công ty Sản xuất Vũ khí Browning có thể được nhìn thấy từ xa lộ. Từ thung lũng còn có thể nhìn thấy Devil's Slide, một hình thù đá bất thường nằm gần xa lộ. Phía xa ngoài thung lũng là Cây Ngàn dặm do công nhân đường sắt Union Pacific Railroad trồng để đánh dấu 1.000 dặm (1.600 km) từ điểm khởi đầu của đường sắt này nằm trong Omaha, Nebraska. Xa lộ kết thúc tại Echo, một thị trấn gần như là phố ma mà trước đây phục vụ như một trạm dừng của đường sắt tại điểm giao cắt với Xa lộ Liên tiểu bang 80. Cũng gần bên điểm giao cắt này là Hồ chứa nước Echo và Đập Echo.

## Lịch sử

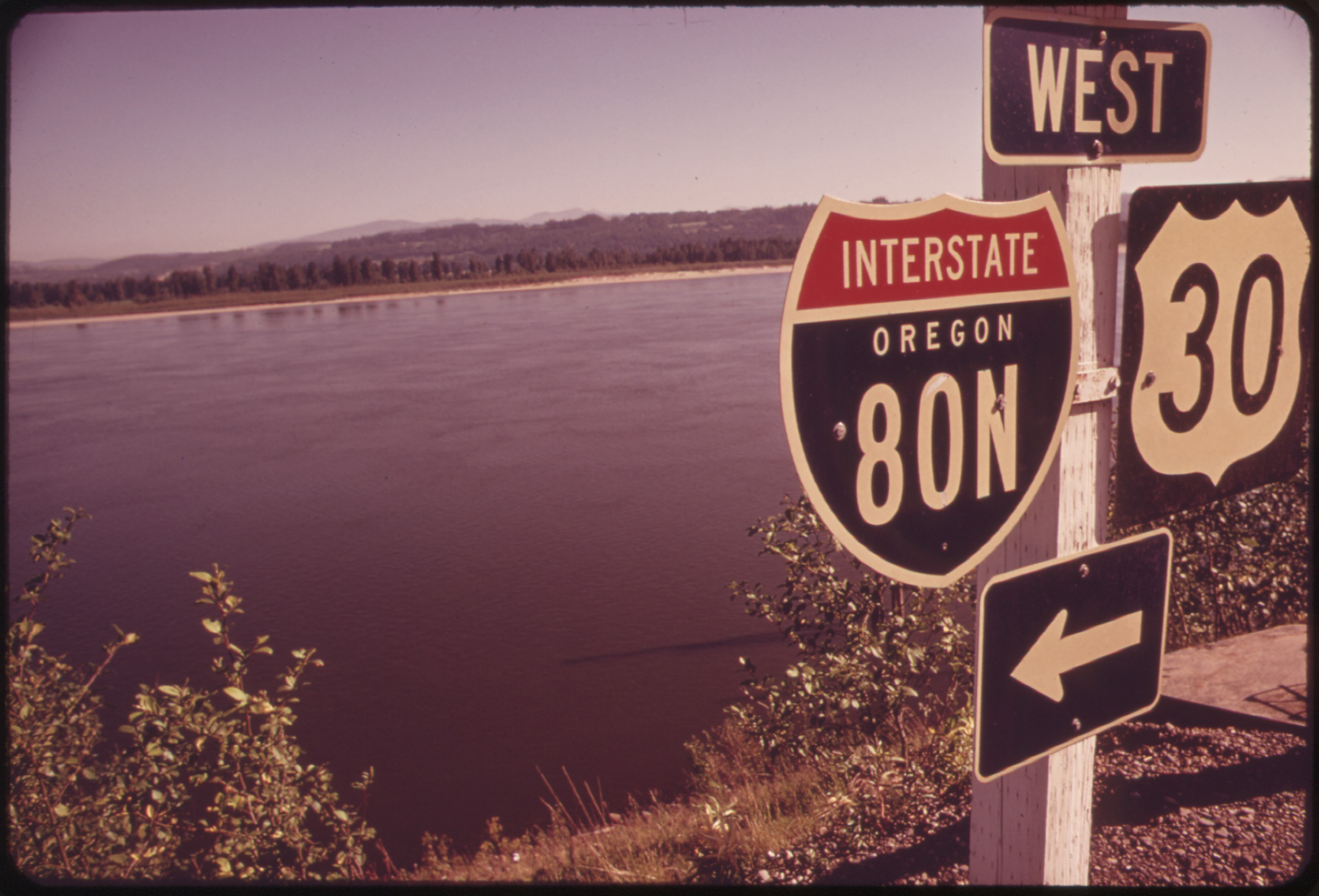
Biển dấu trước kia của I-84 được nhìn thấy tại Corbett, Oregon (tháng 5 năm 1973).

Hiệp hội Quan chức Giao thông và Xa lộ Tiểu bang Mỹ đã thiết lập ra những quy định hướng dẫn đề nghị rằng các xa lộ có "đuôi mẫu tự" như I-80N nên được đánh số lại. Năm 1977, các quan chức Idaho đề nghị rằng I-80N được đánh số lại thành I-84. Lời đề nghị này được các quan chức tại Utah tán thành nhưng bị Oregon và tiểu bang Washington phản đối. Lời đề nghị này được thông qua ngày 7 tháng 7 năm 1977. Các tiểu bang được cho thời gian đến ngày 1 tháng 7 năm 1980 để triển khai kế hoạch đặt số lại cho đoạn đường đi qua lãnh thổ của mình.
Sau khi đặt số lại, I-84 phạm phải Quy định Mã số Xa lộ Liên tiểu bang vì nó nằm ở phía nam của I-82. Đoạn xa lộ I-80N lúc đó tại Portland được đề nghị chạy trên Xa lộ cao tốc Mount Hood.

## Các xa lộ giao cắt chính
- Xa lộ Liên tiểu bang 5 tại Portland, Oregon
- Xa lộ Liên tiểu bang 205 tại Portland, Oregon
- Xa lộ Liên tiểu bang 82 tại Hermiston, Oregon
- Xa lộ Liên tiểu bang 184 tại Boise, Idaho
- Xa lộ Liên tiểu bang 86 tại Heyburn, Idaho
- Xa lộ Liên tiểu bang 15 từ Tremonton, Utah đến Ogden, Utah.
- Xa lộ Liên tiểu bang 80 tại Echo, Utah

## Các xa lộ phụ
- Boise, Idaho: Xa lộ Liên tiểu bang 184